# Alin Cristian Oprea
Alin Cristian Oprea (* 11. Juli 1986 in Bukarest) ist ein in Berlin lebender Filmmusikkomponist, Pianist, Tonmeister und Regisseur von Musikvideos.

## Karriere
Nach Arbeit als Musikproduzent, Arrangeur und Keyboarder im „U7 Media Network“ in Deutschland und den USA folgte ein mit Auszeichnung beendetes Studium als Diplom-Tonmeister/Sounddesigner an der Hochschule für Film und Fernsehen in Potsdam/Babelsberg. Er studierte Klavier an der Hochschule für Musik und Theater Rostock sowie Filmmusik als Masterstudiengang an der Universität für Film und Fernsehen Babelsberg.
Opreas Kompositionen wurden von mehreren renommierten Orchestern und Ensembles eingespielt, wie beispielsweise dem Deutschen Filmorchester Babelsberg unter der Leitung von Bernd Wefelmeyer, dem Tonhalle-Orchester Zürich unter der Leitung von Frank Strobel, dem Georgien Sinfonietta Ensemble. und dem Klaviertrio „Some Handsome Hands“.
Als Sounddesigner und Tonmeister wirkte er bei mehreren großen Filmproduktionen mit, wie der Verfilmung des Romans Die Vermessung der Welt unter der Regie von Detlev Buck (2012).
Alin Cristian Oprea führt seit 2013 Regie bei verschiedenen Musik- und Ballettsvideos. Durch enge Zusammenarbeit mit der Choreographin Anna Svitlychenko und der staatlichen Ballettschule Berlin entstanden künstlerische Musikvideos, wie z. B. Elegie – Nostalgia, Sonata-Nostalgia, Modern Time Fugue.
Lidia Kalendareva und Alin Cristian Oprea gründeten das Komponisten- und Künstlerduo LA-Music, das für seine international prämierte Musik für Bühne, Theater, Ballett und Film bekannt ist. Unter der Regie von Sarah Winkenstette vertonten sie unter anderem mehrere Folgen der ARD-Kultserie Großstadtrevier.
Alin Cristian Oprea lehrt an der Universität der Künste Berlin mit Schwerpunkt auf Musiktheorie und Filmmusikkomposition und arbeitet als Komponist, Produzent, Arrangeur und Mischtonmeister an verschiedenen Musik- und Filmmusikproduktionen.

## Ehrungen und Auszeichnungen
- 2007: 2. Preis beim „Eastwest Filmmusikwettbewerb“ für die Kurzfilmvertonung „Digital Loneliness“ in Hollywood / Los Angeles
- 2010: 2. Preis für die A-cappella-Jazz-Chorkomposition „Das Karussell“ (Gedicht von Rainer Maria von Rilke) beim Fabulous Fridays Wettbewerb in Berlin
- 2014: Young Talent Award – „Games Music Award“ beim FilmSound in Hamburg.[7]
- 2014: Nominierung für „The Golden Eye - Best international Film Music 2014“ und lobende Erwähnung (zusammen mit Lidia Kalendareva) beim Internationalen Filmmusikwettbewerb während des Zürcher Filmfestivals. Uraufführung der Wettbewerbskomposition mit dem Tonhalle-Orchester Zürich.[8]
- 2015 - 1 Preis „Bester Orchestraler Soundtrack“ für die Musik zum 90-minütigen Spielfilm Stones from the Desert beim „Garden State Film Festival“ in New Jersey, USA.[9][10]
- 2015 – 3. Preis beim Internationalen Filmmusikwettbewerb „Oticons Faculty“
- 2016 – Deutscher Kurzfilmpreis für den 30-minütigen Film Und ich so: Äh (Regie: Steffen Heidenreich, Musik: Alin Cristian Oprea), unter ausdrücklicher Erwähnung der Filmmusik in der Jurybegründung.[11]